# Командний чемпіонат Європи із шахів 2009
17-й командний чемпіонат Європи із шахів, що проходив з 22 по 30 жовтня 2009 року в м.Новий Сад (Сербія). Чемпіонат відбувався за швейцарською системою у 9 турів.
Переможцями турніру серед чоловіків стала збірна Азербайджану, серед жінок — збірна Росії.

## Фаворити турніру

### Чоловіки

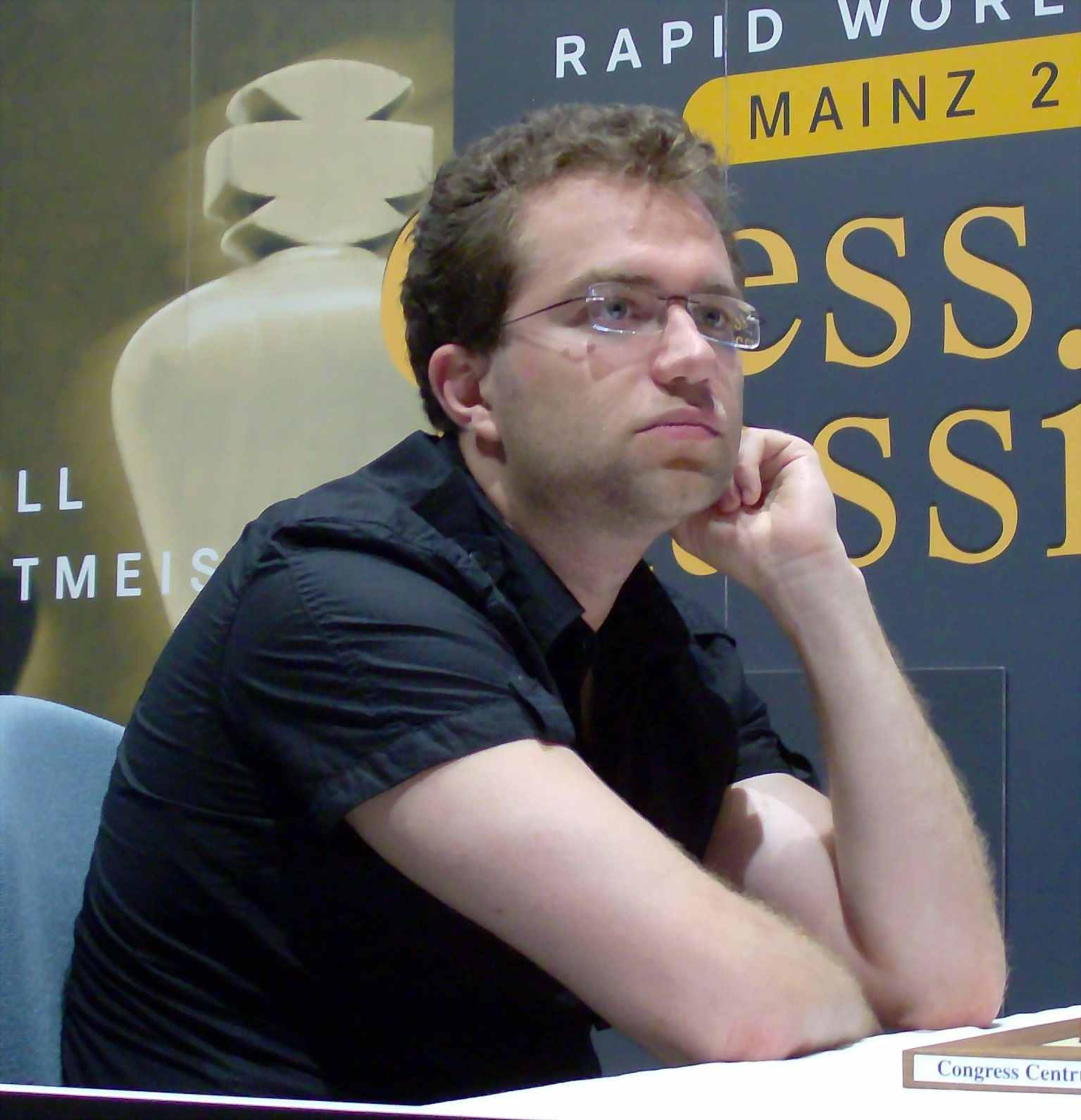
Павло Ельянов

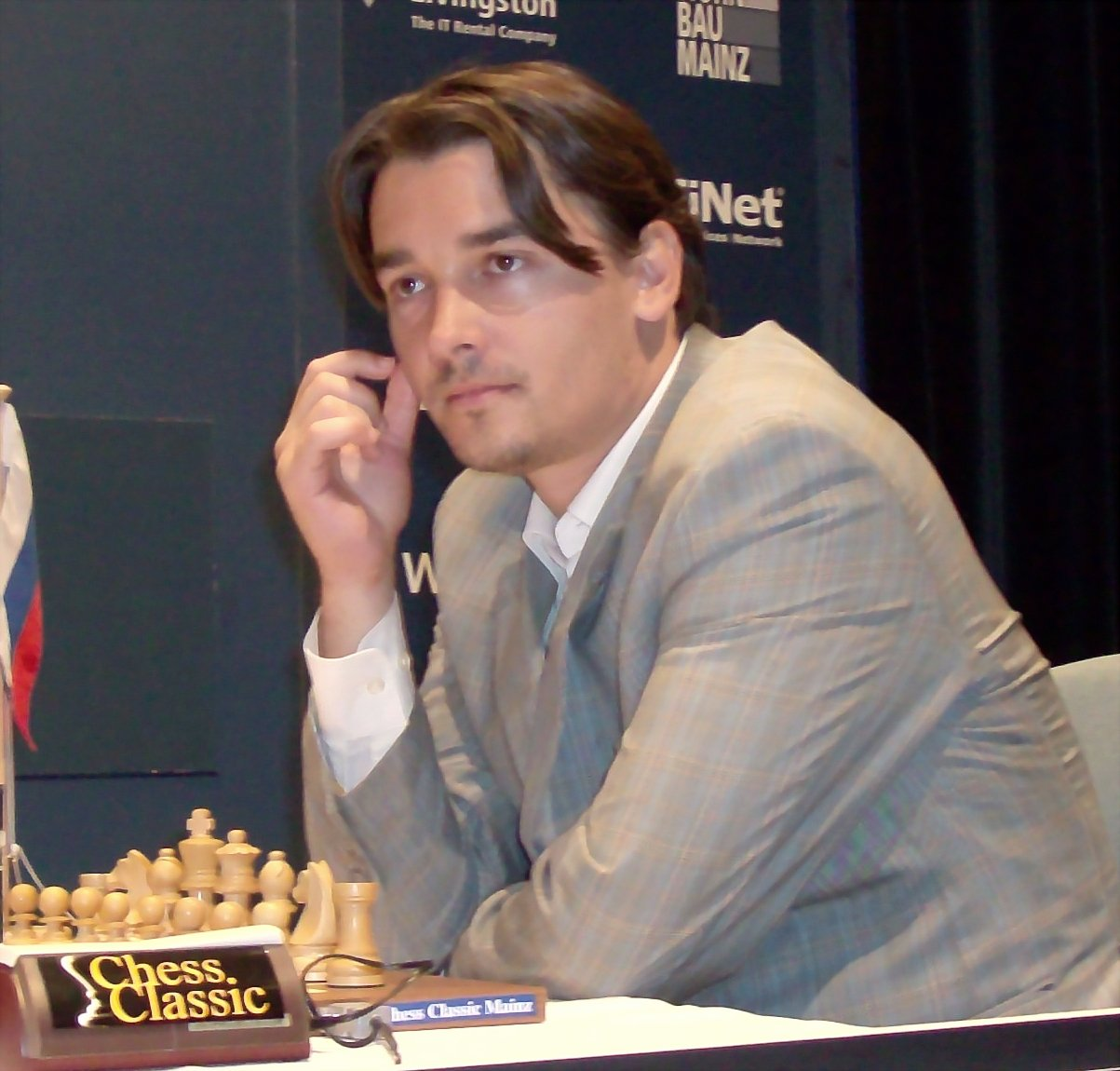
Олександр Морозевич

| №  | Країна      | Середній рейтинг | 1-ша шахівниця          | 2-га шахівниця                | 3-тя шахівниця              | 4-та шахівниця                      | Резервна шахівниця         | Капітан              |
| -- | ----------- | ---------------- | ----------------------- | ----------------------------- | --------------------------- | ----------------------------------- | -------------------------- | -------------------- |
| 1  | Росія       | 2740             | Петро Свідлер (2741)    | Олександр Морозевич (2750)    | Дмитро Яковенко (2742)      | Євген Алексєєв (2725)               | Євген Томашевський (2688)  | Олександр Мотильов   |
| 2  | Азербайджан | 2721             | Теймур Раджабов (2757)  | Вугар Гашимов (2740)          | Гадір Гусейнов (2667)       | Шахріяр Мамед'яров (2721)           | Рауф Мамедов (2626)        | Зураб Азмайпарашвілі |
| 3  | Вірменія    | 2703             | Левон Аронян (2773)     | Володимир Акопян (2698)       | Габріел Саркісян (2678)     | Арман Пашикян (2663)                | Тигран Петросян (2602)     | Аршак Петросян       |
| 4  | Болгарія    | 2673             | Веселин Топалов (2813)  | Іван Чепарінов (2667)         | Александр Делчев (2635)     | Валентин Йотов (2578)               | Деян Божков (2528)         | Петр Великов         |
| 5  | Україна     | 2670             | Павло Ельянов (2717)    | Андрій Волокітін (2681)       | Захар Єфименко (2654)       | Юрій Дроздовський (2627)            | Юрій Криворучко (2612)     | Володимир Тукмаков   |
| 6  | Ізраїль     | 2663             | Еміль Сутовський (2676) | Михайло Ройз (2688)           | Віктор Міхайлевський (2625) | Євген Постний (2651)                | Борис Аврух (2668)         | Алон Грінфельд       |
| 7  | Німеччина   | 2658             | Аркадій Найдіч (2685)   | Георг Маєр (2664)             | Даніель Фрідман (2661)      | Ян Густафссон (2622)                | Ігор Хенкін (2613)         | Уве Бьонш            |
| 8  | Іспанія     | 2647             | Олексій Широв (2730)    | Франсіско Вальєхо Понс (2696) | Мігель Ільєскас (2591)      | Жозеп Мануель Лопес Мартінес (2570) | Іван Сальгадо Лопес (2555) | Жорді Мажем          |
| 9  | Франція     | 2641             | Етьєн Бакро (2709)      | Лоран Фрессіне (2658)         | Ромен Едуар (2620)          | Матьє Корнетт (2577)                | Себастьян Феллер (2570)    | Жоель Лотьє          |
| 10 | Угорщина    | 2641             | Золтан Алмаші (2685)    | Ференц Беркеш (2663)          | Чаба Балог (2620)           | Золтан Дьїмеші (2594)               | Роберт Рук (2548)          | Тамаш Хорват         |

### Жінки

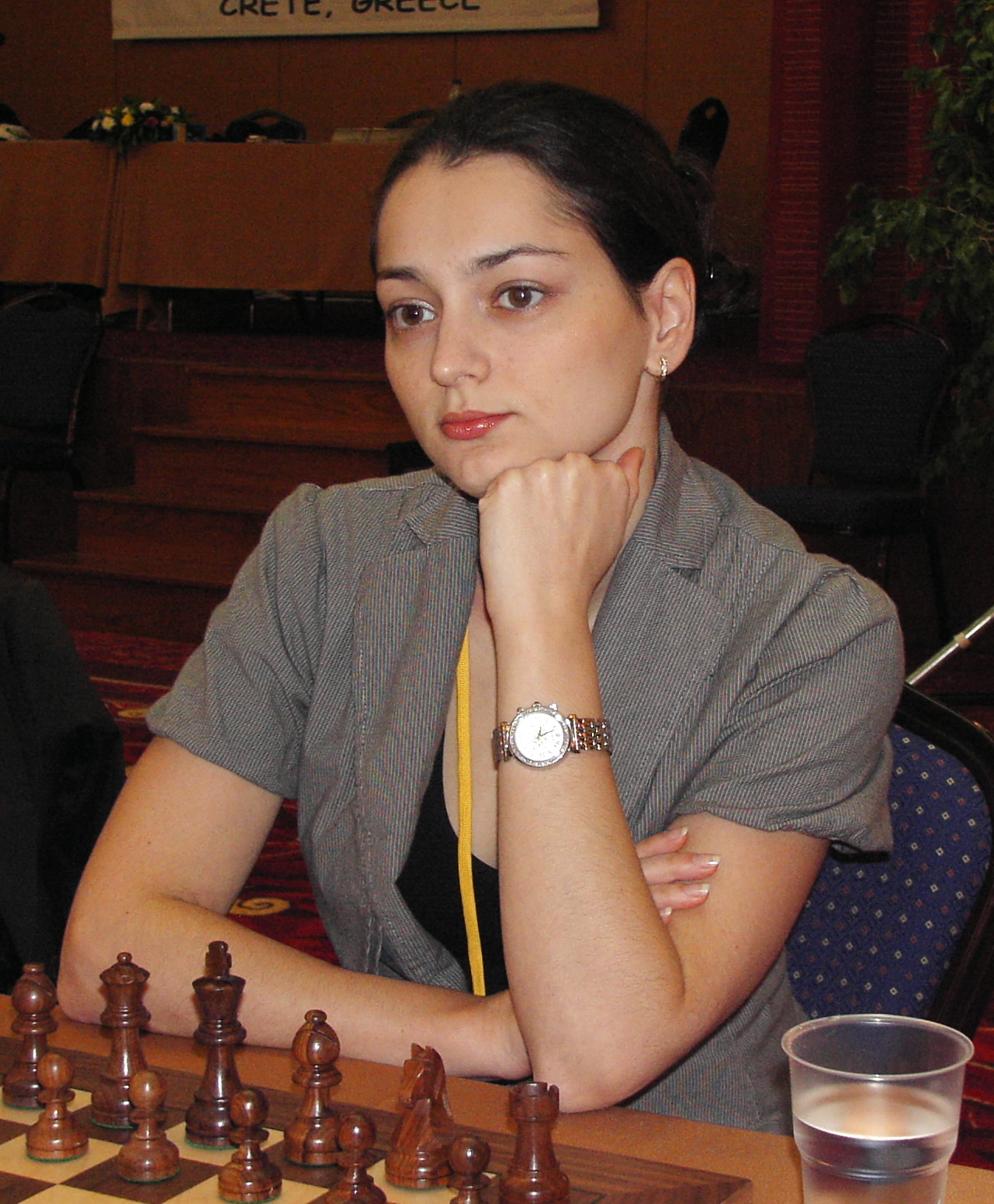
Олександра Костенюк

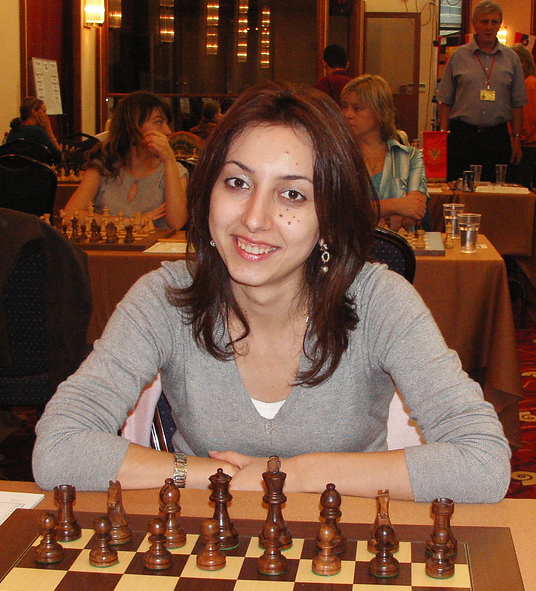
Лейла Джавахішвілі

| №  | Країна    | Середній рейтинг | 1-ша шахівниця             | 2-га шахівниця            | 3-тя шахівниця           | 4-та шахівниця             | Резервна шахівниця            | Капітан           |
| -- | --------- | ---------------- | -------------------------- | ------------------------- | ------------------------ | -------------------------- | ----------------------------- | ----------------- |
| 1  | Росія     | 2500             | Олександра Костенюк (2516) | Тетяна Косинцева (2536)   | Надія Косинцева (2493)   | Марина Романько (2453)     | Валентина Гуніна (2437)       | Юрій Дохоян       |
| 2  | Грузія    | 2474             | Нана Дзагнідзе (2535)      | Лейла Джавахішвілі (2472) | Сопіко Хухашвілі (2451)  | Ніно Хурцидзе (2420)       | Бела Хотенашвілі (2438)       | Ніно Гуріелі      |
| 3  | Україна   | 2463             | Катерина Лагно (2483)      | Наталя Жукова (2457)      | Анна Ушеніна (2474)      | Інна Гапоненко (2438)      | Наталя Здебська (2460)        | В'ячеслав Ейнгорн |
| 4  | Польща    | 2429             | Моніка Соцко (2476)        | Івета Райліх (2465)       | Йоланта Завадська (2414) | Йоанна Двораковська (2345) | Йоанна Майдан-Гаєвська (2361) | Марек Матляк      |
| 5  | Вірменія  | 2398             | Еліна Даніелян (2489)      | Ліліт Мкртчян (2469)      | Ліліт Галоян (2326)      | Неллі Агінян (2307)        | Сірануш Андріасян (2234)      | Арсен Егіазарян   |
| 6  | Франція   | 2393             | Марі Себаг (2519)          | Софі Мільє (2407)         | Сільвія Коллас (2319)    | Полін Гішар (2304)         | Марія Леконте (2325)          | Павло Трегубов    |
| 7  | Німеччина | 2377             | Елізабет Петц (2482)       | Кетеван Кахіані (2349)    | Марта Міхна (2366)       | Марія Шоен (2274)          | Мелані Оме (2310)             | Давид Лобжанідзе  |
| 8  | Болгарія  | 2376             | Антоанета Стефанова (2527) | Адріяна Николова (2334)   | Маргарита Войська (2335) | Іва Віденова (2307)        | Еліца Раєва (2248)            | Мілен Васілев     |
| 9  | Сербія    | 2373             | Аліса Марич (2405)         | Наташа Бойкович (2429)    | Анжелія Стоянович (2323) | Ірина Челушкіна (2333)     | Марія Ракич (2323)            | Ненад Рістіч      |
| 10 | Угорщина  | 2355             | Сідонія Вайда (2375)       | Анна Рудольф (2286)       | Аніта Гара (2365)        | Тіція Гара (2364)          | Ніколетта Лакос (2316)        | Андрас Флумборт   |

## Турнірні таблиці

### Чоловіки
Підсумкове турнірне становище.
| Місце |                      | Країна               | + = −  | Ком. очки | Очки | Дод. показник |
| 1     | Азербайджан          | Азербайджан          | +7=1-1 | 15        | 22   | 180,5         |
| 2     | Росія                | Росія                | +5=4-0 | 14        | 22½  | 172,5         |
| 3     | Україна              | Україна              | +5=3-1 | 13        | 23   | 161,5         |
| 4     | Вірменія             | Вірменія             | +6=1-2 | 13        | 21½  | 179,0         |
| 5     | Німеччина            | Німеччина            | +5=2-2 | 12        | 21½  | 164,0         |
| 6     | Іспанія              | Іспанія              | +5=2-2 | 12        | 21   | 170,5         |
| 7     | Польща               | Польща               | +5=2-2 | 12        | 20½  | 169,0         |
| 8     | Угорщина             | Угорщина             | +4=3-2 | 11        | 21   | 165,0         |
| 9     | Нідерланди           | Нідерланди           | +3=5-1 | 11        | 20½  | 171,5         |
| 10    | Сербія               | Сербія               | +4=3-2 | 11        | 20   | 169,0         |
| 11    | Ізраїль              | Ізраїль              | +5=1-3 | 11        | 18   | 189,0         |
| 12    | Англія               | Англія               | +4=2-3 | 10        | 19½  | 157,5         |
| 13    | Грузія               | Грузія               | +4=2-3 | 10        | 19   | 180,5         |
| 14    | Румунія              | Румунія              | +4=2-3 | 10        | 19   | 167,0         |
| 15    | Швейцарія            | Швейцарія            | +4=2-3 | 10        | 18½  | 178,0         |
| 16    | Словенія             | Словенія             | +4=1-4 | 9         | 21   | 142,5         |
| 17    | Франція              | Франція              | +3=3-3 | 9         | 19½  | 172,5         |
| 18    | Болгарія             | Болгарія             | +4=1-4 | 9         | 19   | 150,5         |
| 19    | Фінляндія            | Фінляндія            | +4=1-4 | 9         | 18   | 150,0         |
| 20    | Греція               | Греція               | +4=1-4 | 9         | 17½  | 183,0         |
| 21    | Австрія              | Австрія              | +4=1-4 | 9         | 17½  | 166,5         |
| 22    | Данія                | Данія                | +4=1-4 | 9         | 17   | 177,5         |
| 23    | Чехія                | Чехія                | +3=3-3 | 9         | 16½  | 181,0         |
| 24    | Норвегія             | Норвегія             | +2=5-2 | 9         | 16½  | 175,0         |
| 25    | Сербія               | Сербія — 2           | +4=0-5 | 8         | 19½  | 148,0         |
| 26    | Хорватія             | Хорватія             | +2=4-3 | 8         | 18   | 169,0         |
| 27    | Бельгія              | Бельгія              | +3=2-4 | 8         | 17   | 132,0         |
| 28    | Північна Македонія   | Македонія            | +4=0-5 | 8         | 16½  | 156,0         |
| 29    | Боснія і Герцеговина | Боснія і Герцеговина | +2=3-4 | 7         | 17½  | 153,5         |
| 30    | Туреччина            | Туреччина            | +3=1-5 | 7         | 17   | 155,5         |
| 31    | Литва                | Литва                | +1=5-3 | 7         | 16½  | 161,5         |
| 32    | Італія               | Італія               | +2=3-4 | 7         | 16   | 172,5         |
| 33    | Чорногорія           | Чорногорія           | +2=2-5 | 6         | 18   | 137,5         |
| 34    | Ісландія             | Ісландія             | +3=0-6 | 6         | 15½  | 125,5         |
| 35    | Уельс                | Уельс                | +2=2-5 | 6         | 11½  | 149,5         |
| 36    | Люксембург           | Люксембург           | +2=1-6 | 5         | 11½  | 135,0         |
| 37    | Шотландія            | Шотландія            | +0=2-7 | 2         | 10½  | 139,5         |
| 38    | Кіпр                 | Кіпр                 | +0=1-8 | 1         | 9    | 145,0         |

| Місце |                      | Країна               | + = −  | Ком. очки | Очки | Дод. показник |
| 1     | Росія                | Росія                | +8=0-1 | 16        | 26   | 175,0         |
| 2     | Грузія               | Грузія               | +7=2-0 | 16        | 24   | 176,5         |
| 3     | Україна              | Україна              | +4=4-0 | 12        | 20   | 188,0         |
| 4     | Азербайджан          | Азербайджан          | +4=4-0 | 12        | 20   | 183,0         |
| 5     | Вірменія             | Вірменія             | +4=3-2 | 11        | 21   | 192,0         |
| 6     | Франція              | Франція              | +4=3-2 | 11        | 21   | 165,0         |
| 7     | Чехія                | Чехія                | +4=3-2 | 11        | 19½  | 184,5         |
| 8     | Польща               | Польща               | +4=2-3 | 10        | 22½  | 166,0         |
| 9     | Словенія             | Словенія             | +4=2-3 | 10        | 21   | 154,5         |
| 10    | Угорщина             | Угорщина             | +4=2-3 | 10        | 20½  | 166,0         |
| 11    | Румунія              | Румунія              | +4=2-3 | 10        | 19   | 176,0         |
| 12    | Німеччина            | Німеччина            | +4=2-3 | 10        | 18½  | 177,0         |
| 13    | Ізраїль              | Ізраїль              | +5=0-4 | 10        | 18   | 176,5         |
| 14    | Нідерланди           | Нідерланди           | +4=1-4 | 9         | 21   | 141,5         |
| 15    | Греція               | Греція               | +2=5-2 | 9         | 19   | 172,0         |
| 16    | Іспанія              | Іспанія              | +3=3-3 | 9         | 16½  | 174,0         |
| 17    | Англія               | Англія               | +3=2-4 | 8         | 19   | 131,0         |
| 18    | Італія               | Італія               | +4=0-5 | 8         | 18½  | 154,0         |
| 19    | Хорватія             | Хорватія             | +3=2-4 | 8         | 17   | 153,0         |
| 20    | Австрія              | Австрія              | +3=2-4 | 8         | 16   | 145,0         |
| 21    | Болгарія             | Болгарія             | +4=0-5 | 8         | 14½  | 174,5         |
| 22    | Чорногорія           | Чорногорія           | +2=3-4 | 7         | 16   | 139,5         |
| 23    | Сербія               | Сербія               | +3=1-5 | 7         | 15½  | 169,0         |
| 24    | Боснія і Герцеговина | Боснія і Герцеговина | +3=0-6 | 6         | 14   | 130,5         |
| 25    | Туреччина            | Туреччина            | +1=3-5 | 5         | 11   | 146,0         |
| 26    | Північна Македонія   | Македонія            | +1=2-6 | 4         | 12   | 137,5         |
| 27    | Норвегія             | Норвегія             | +0=4-5 | 4         | 12   | 136,5         |
| 28    | Фінляндія            | Фінляндія            | +0=3-6 | 3         | 11   | 152,0         |

## Індивідуальні нагороди

### Чоловіки
- Перша шахівниця[4]:

 Павло Ельянов ( Україна) — 75,0 % (6 з 8 очок) 

 Томін Нюбак ( Фінляндія) — 72,2 % (6½ з 9 очок) 

 Йон Людвіг Хаммер ( Норвегія) — 72,2 % (6½ з 9 очок) 

- Друга шахівниця:

 Олександр Морозевич ( Росія) — 75,0 % (4½ з 6 очок)

 Вугар Гашимов ( Азербайджан) — 72,2 % (6½ з 9 очок) 

 Андрій Волокітін ( Україна) — 62,5 % (5 з 8 очок) 

- Третя шахівниця:

 Габріел Саркісян ( Вірменія) — 68,8 % (5½ з 8 очок) 

 Даніель Фрідман ( Німеччина) — 68,8 % (5½ з 8 очок) 

 Ервін Л'Амі ( Нідерланди) — 66,7 % (6 з 9 очок) 

- Четверта шахівниця:

 Шахріяр Мамед'яров ( Азербайджан) — 72,2 % (6½ з 9 очок) 

 Боян Вучкович ( Сербія) — 68,8 % (5½ з 8 очок) 

 Стефан Докс ( Бельгія) — 66,7 % (6 з 9 очок) 

- Резервна шахівниця:

 Матей Шебенік ( Словенія) — 78,6 % (5½ з 7 очок)

 Тигран Петросян ( Вірменія) — 75,0 % (6 з 8 очок)

 Буряк Фірат ( Туреччина) — 75,0 % (4½ з 6 очок) 

#### Шахісти з найкращим перфомансом
Павло Ельянов ( Україна) — 2823 

 Олександр Морозевич ( Росія) — 2820 

 Вугар Гашимов ( Азербайджан) — 2813

### Жінки
- Перша шахівниця[5]:

 Олександра Костенюк ( Росія) — 75,0 % (6 з 8 очок) 

 Антоанета Стефанова ( Болгарія) — 71,4 % (5 з 7 очок) 

 Катерина Лагно ( Україна) — 68,8 % (5½ з 8 очок) 

- Друга шахівниця:

 Лейла Джавахішвілі ( Грузія) — 78,6 % (5½ з 7 очок) 

 Ліліт Мкртчян ( Вірменія) — 72,2 % (6½ з 9 очок) 

 Софі Мільє ( Франція) — 71,4 % (5 з 7 очок) 

- Третя шахівниця:

 Надія Косинцева ( Росія) — 88,9 % (8 з 9 очок) 

 Сопіко Хухашвілі ( Грузія) — 71,4 % (5 з 7 очок) 

 Ліліт Галоян ( Вірменія) — 68,8 % (5½ з 8 очок)

- Четверта шахівниця:

 Єкатеріні Факіріду ( Греція) — 75,0 % (4½ з 6 очок)

 Йоанна Двораковська ( Польща) — 71,4 % (5 з 7 очок) 

 Ольга Васильєв (Гутмахер) ( Ізраїль) — 71,4 % (5 з 7 очок) 

- Резервна шахівниця:

 Йоанна Майдан ( Польща) — 85,7 % (6 з 7 очок)

 Бела Хотенашвілі ( Грузія) — 81,3 % (6½ з 8 очок) 

 Валентина Гуніна ( Росія) — 71,4 % (5 з 7 очок)

#### Шахістки з найкращим перфомансом
Надія Косинцева ( Росія) — 2665 

 Олександра Костенюк ( Росія) — 2621 

 Лейла Джавахішвілі ( Грузія) — 2599